# جيوفاني بيلوكي
جيوفاني بيلوكي (بالإيطالية: Giovanni Bellucci)‏ هو عازف بيانو إيطالي، ولد في 31 أغسطس 1965 في روما في إيطاليا.

## وصلات خارجية
- جيوفاني بيلوكي على موقع ميوزك برينز (الإنجليزية)
- جيوفاني بيلوكي على موقع ديسكوغز (الإنجليزية)